# Homescapes
Homescapes — мобільна free-to-play гра, створена російською компанією Playrix 19 вересня 2017. Гра доступна користувачам MacOS, iOS, Android та Amazon Appstore.
Homescapes — це спін-оф Gardenscapes, однакова концепція геймплея — поєднання традиційних механік жанру Match-3 і сюжетної лінії.
Головний герой — дворецький Остін, який відновлює батьківський будинок. Також у грі фігурують персонажі — Олівія, Вільям, Кетрін тощо.

## Приміщення
Історія розгортається навколо Остіна, який відчуває тугу за домівкою і повертається додому разом із батьками Олівією та Вільямом. Однак, батьки кажуть, що продають будинок, який знаходиться у поганому стані, а реконструкція надто дорога. Остін намагається переконати батьків не продавати його, а гравець відновити. Відповідно до розвитку історії гравець дізнається більше про дитинство Остіна та молоді роки Олівії та Вільяма.

## Ігровий процес
Homescapes — це гра-головоломка Match-3, де основний процес базується на обміні двох суміжних елементів, щоб зробити рядок або колонку щонайменше з трьох елементів. Гравець може отримати корисні посилення та активувати натиснувши двічі.

Процес гри

Гравець заробляє зірки проходячи рівні, щоб виконувати завдання та прогресувати у грі. Покупки в додатках дають змогу придбати вигадану гральну валюту за реальні гроші. Спеціальні події, підсюжети, допомагають гравцеві проходити місії та заробляти монети, бонуси тощо.

## Розробка
Гру розробила компанія Playrix, яка створила спін-оф Gardenscapes.

## Зворотній зв'язок
За перший тиждень після випуску Homescapes завантажили 7 мільйонів гравців.
До кінця першого місяця, 19 жовтня, загальна кількість завантажень досягла 28 мільйонів.
У жовтні 2017 Homescapes стала четвертою з найбільш завантажуваних ігор на iOS у всьому світі та 8 — на Android.
19 лютого 2021 року російська рок-співачка Земфіра опублікувала відеокліп на пісню «Остін» на своєму офіційному каналі YouTube. Головним героєм став дворецький Остін.